# Taiki Maeda
Taiki Maeda (japanisch 前田 大樹 Maeda Taiki; * 31. Oktober 2005 in Shiraoka, Präfektur Saitama) ist ein japanischer Fußballspieler.

## Karriere
Taiki Maeda erlernte das Fußballspielen in der Jugendmannschaft des FC Lavida, in der Schulmannschaft der Shohei High School sowie in der Collegemannschaft des Salt Lake Community College im amerikanischen Salt Lake County im Bundesstaat Utah. Seinen ersten Profivertrag unterschrieb er am 1. Januar 2025 bei Albirex Niigata (Singapur). Der Verein, ein Ableger des japanischen Vereins Albirex Niigata, spielt in der ersten singapurischen Liga, der Singapore Premier League. Sein Erstligadebüt gab Taiki Maeda am 17. Januar 2025 (23. Spieltag) im Auswärtsspiel gegen die Lion City Sailors. Bei der 6:0-Niederlage wurde er in der 74. Minute für Arshad Shamim eingewechselt.